# Europe Eduss
Europe Eduss est un établissement d'enseignement supérieur privé. Les principaux programmes qu'il propose sont : médecine dentaire, kinésithérapie, pharmacie, psychologie et l'audiovisuel . Les enseignements sont délivrés dans plusieurs écoles en France et à l'étranger dont à Toulon, Irun, Mouscron, ainsi qu'à Chaves et Amares.

## Histoire
Le 28 septembre 2012 à Toulon est créé l'Association université Fernando Pessoa sous le régime juridique de l'association loi de 1901. L'association a été déclarée et immatriculée par la préfecture du Var le 15 octobre 2012. L’établissement est alors attaché à l'université Fernando-Pessoa,, une université privé de Porto, au Portugal.
Par la suite[Quand ?] l'association a modifié son intitulé en « Centre libre d'enseignement supérieur international » (Clesi) et a modifié son objet social afin de pouvoir dispenser des formations dans les domaines médicaux et paramédicaux. Elle est inscrite au Répertoire SIRENE.
À sa création, l’Europe Eduss (alors une simple annexe de l’Université Fernando Pessoa) a suscité beaucoup de réactions, d'avis et de débats,,,,,car il était le premier centre d’enseignement privé à délivrer en France des formations en médecine dentaire, en kinésithérapie et en pharmacie. Ses opposants lui ont reproché de contourner le numerus clausus,,, et le concours de la PACES (dorénavant supprimé) ainsi que le coût des cursus. À l’inverse, ses partisans ont défendu le fait que le secteur de l’enseignement privé devait avoir le droit (comme la majorité pays de l’OCDE) de former des professionnels du domaine médical et paramédical. Concernant le coût des cursus, l'école se défend de ne disposer d'aucune aide publique et affirme que l'université publique française ne pourrait garantir l'égalité des chances car de nombreuses études montrent que dans le milieu médical les étudiants en médecine sont en majorité issus de milieux favorisés ayant fait des prépas privées (qui sont elles aussi potentiellement très onéreuses),,
À la suite des actions judiciaires[Qui ?] depuis l'ouverture de l'école en 2012, le tribunal de grande instance de Toulon a proclamé la fermeture du Clesi le 18 septembre 2014 pour violation de la loi Fioraso, l'établissement privé n'ayant pas établi de convention avec un centre hospitalier universitaire (CHU) pour la formation clinique de ses étudiants en odontologie, ni de convention avec une université dispensant une formation de chirurgie dentaire, ni reçu d'agrément de l'État français pour dispenser une formation médicale, même partielle, sur le territoire,. Cependant l'établissement ayant fait appel, la cour d'appel d'Aix-en-Provence a considéré que l'avis rendu le 18 septembre 2014 par le tribunal de Toulon était excessif et a fait empêcher la fermeture du Clesi. Le Clesi poursuivit son activité dans l’attente du jugement définitif. Celui-ci est rendu le mardi 27 septembre 2016 et ordonne la fermeture de la filière odontologie, mettant fin à cet enseignement au sein des écoles en France.
Des constats d'huissiers, démontrent que le Clesi continuait à délivrer une formation malgré son interdiction depuis l'arrêt du 27 septembre 2016. Il en ressort que malgré l'interdiction, le Clesi n'a pas cessé de dispenser des formations en France pour la période de l'année universitaire 2016-2017 et 2017-2018. Le Clesi a donc été condamné pour cette violation de la loi qui perdurait malgré des décisions de justice rendus.
À la suite d'une plainte du conseil de l'ordre des masseurs kinésithérapeutes le Clesi a interdiction également de poursuivre sa formation de kinésithérapie en 2017 mais uniquement sur ses campus en France. Il poursuit donc la formation dans ses autres campus dont principalement à Irun.
L'Esem France ouvrit par la suite les deux premières années de formation en médecine dentaire sur un campus a Dublin. Par arrêt de la Cour d'Appel d'Aix en Provence du 7 novembre 2019 le syndicat est débouté de toutes ses demandes et est condamné à verser au Clesi  la somme de 5 000 € de dommages et intérêts plus tous les frais de procédures engagés contre le Clesi
Puis en 2019, est créé un campus à Chavez et à Mouscron.
En janvier 2020 l'Esem France est renommé Europe Eduss.
Le 9 septembre 2020, le Conseil d'État valide définitivement l'inscription à l'Ordre de praticiens diplômés en chirurgie-dentaire de l’Université Fernando Pessoa du Portugal qui sont passés par le Clesi,.
Sa particularité est de conclure des conventions avec des universités européennes et d’assurer en leur nom des prestations de service d’enseignement supérieur en France et en Europe, assurant ainsi la reconnaissance automatique des diplômes conformément au Processus de Bologne. Les étudiants réalisent leurs études en langue française sur les campus de l'Europe Eduss et valident leurs formations dans une université partenaire à l'étranger. Une fois diplômés d'une de leurs universités partenaires, les étudiants peuvent exercer dans toute l'Union européenne,,,.

## Formations
- Kinésithérapie
- Médecine dentaire
- Psychologie
- Bachelor sport et santé

L'inscription est faite à partir du baccalauréat et la sélection sur dossier après commission et avis du jury.
Parmi ses représentants notables, Boris Cyrulnik, fut le président du comité scientifique (2012 à 2014) de l'Europe Eduss, anciennement nommé Clesi.

## Campus
L'établissement a plusieurs sites à travers l'Europe :
- un campus à Mouscron en Belgique ;
- un campus à Irun en Espagne ;
- des campus à Chaves et Amares au Portugal
- un campus à Amares au Portugal.